# Hexachaeta parva
Hexachaeta parva är en tvåvingeart som beskrevs av Lima 1954. Hexachaeta parva ingår i släktet Hexachaeta och familjen borrflugor.
Artens utbredningsområde är Panama. Inga underarter finns listade i Catalogue of Life.